# Tamba pronoa
Tamba pronoa là một loài bướm đêm trong họ Noctuidae.